# Ivorische Fußballnationalmannschaft der Frauen/Weltmeisterschaften
Der Artikel beinhaltet eine ausführliche Darstellung der ivorischen Fußballnationalmannschaft der Frauen bei Weltmeisterschaften. Die Elfenbeinküste nahm erstmals an der Qualifikation zur WM 2003 teil, konnte sich aber erst 2014 für die WM-Endrunde 2015 qualifizieren und ist die fünfte afrikanische Mannschaft die an einer WM-Endrunde teilnimmt. Die Elfenbeinküste ist seit Einführung der FIFA-Weltrangliste die schwächste Mannschaft, die sich für eine WM-Endrunde qualifizieren konnte. Im Dezember 2014 belegte die Mannschaft Platz 65. Zuvor war 2011 Äquatorialguinea als 56. der Rangliste die schwächste Mannschaft. Nach drei Niederlagen in der Vorrunde reihte sich die Elfenbeinküste auf dem drittletzten Platz der ewigen Tabelle ein und fiel 2019 auf den vorletzten Platz, da hinzugekommene Mannschaften und eine zuvor schlechter platzierte Mannschaft Punkte gewannen oder weniger Gegentore kassierten.

## Die Nationalmannschaft bei Weltmeisterschaften

### Übersicht
| Jahr | Gastgeberland             | Teilnahme bis …    | Gegner                          | Ergebnis | Trainer          | Bemerkungen und Besonderheiten |
| ---- | ------------------------- | ------------------ | ------------------------------- | -------- | ---------------- | --- |
| 1991 | Volksrepublik China       | nicht teilgenommen |                                 |          |                  | |
| 1995 | Schweden                  | nicht teilgenommen |                                 |          |                  | |
| 1999 | USA                       | nicht teilgenommen |                                 |          |                  | |
| 2003 | USA                       | nicht qualifiziert |                                 |          |                  | In der Qualifikation zur Afrikameisterschaft 2002 aufgrund der Auswärtstorregel an Mali gescheitert, das bei der Meisterschaft scheiterte. |
| 2007 | Volksrepublik China       | nicht qualifiziert |                                 |          |                  | In der Qualifikation zur Afrikameisterschaft 2006 an Benin im Elfmeterschießen gescheitert, das in der 2. Runde scheiterte.                |
| 2011 | Deutschland               | nicht qualifiziert |                                 |          |                  | In der 1. Qualifikationsrunde zur Afrikameisterschaft 2010 an Nigeria gescheitert.                                                         |
| 2015 | Kanada                    | Vorrunde           | Deutschland, Thailand, Norwegen | 23.      | Clémentine Touré | Die Elfenbeinküste schied durch drei Niederlagen aus.                                                                                      |
| 2019 | Frankreich                | nicht qualifiziert |                                 |          |                  | In der 2. Qualifikationsrunde zur Afrikameisterschaft 2018 an Mali gescheitert.                                                            |
| 2023 | Australien und Neuseeland | nicht qualifiziert |                                 |          |                  | In der 2. Qualifikationsrunde zum Afrika-Cup 2022 an Nigeria gescheitert.                                                                  |

### Statistik
(Angaben inkl. 2023: Neun Weltmeisterschaften)
- nicht teilgenommen: dreimal (33,3 %; 1991, 1995 und 1999)
- nicht qualifiziert: fünfmal (55,6 % bzw. 83,3 % der Versuche)
- qualifiziert: einmal (11,1 %; 2015)
  - Vorrunde: einmal (11,1 %; 2015)

## Die Turniere

### WM 1991 in der Volksrepublik China
Die Elfenbeinküste nahm zwar bereits 1988 am „Women's FIFA Invitational Tournament 1988“ in der Volksrepublik China teil, wo sie drei Spiele gegen die Niederlande, Kanada und China bestritt, danach wurde aber vier Jahre lang kein Länderspiel bestritten. An der Fußball-Afrikameisterschaft der Frauen 1991, die als Qualifikation für die erste WM der Frauen diente, nahm die Elfenbeinküste daher nicht teil. Aus Afrika qualifizierte sich Nigeria für die WM.

### WM 1995 in Schweden
Die Elfenbeinküste bestritt zwar 1992 nochmals ein Spiel gegen Frankreich, aber dann wurde zehn Jahre lang nicht mehr gespielt. An der Fußball-Afrikameisterschaft der Frauen 1995, die als Qualifikation für die zweite WM der Frauen diente, nahm die Elfenbeinküste daher auch nicht teil. Aus Afrika qualifizierte sich wieder Nigeria für die WM.

### WM 1999 in den USA
An der Fußball-Afrikameisterschaft der Frauen 1998, die wieder als Qualifikation für die erste WM der Frauen in den Vereinigten Staaten diente, nahm die Elfenbeinküste ebenfalls nicht teil. Aus Afrika qualifizierte sich auch diesmal Nigeria für die WM, zudem erstmals Ghana.

### WM 2003 in den USA
Eigentlich sollte die WM 2003 wieder in der Volksrepublik China stattfinden. Wegen der SARS-Epidemie wurde das Turnier kurzfristig in die USA verlegt. Damit fand die Weltmeisterschaft zum zweiten Mal in den USA statt. Für die Fußball-Afrikameisterschaft der Frauen 2002 die wieder als WM-Qualifikation diente, wollte sich diesmal auch die Elfenbeinküste trotz Bürgerkrieg qualifizieren. Am 10. August 2002 bestritten sie nach 10 Jahren Länderspielpause das erste Qualifikationsspiel in Abidjan und kamen zu einem 3:3 gegen Mali. Das Rückspiel 14 Tage später in Bamako endete 1:1, so dass die Elfenbeinküste aufgrund der Auswärtstorregel ausschied. Mali gelangte dann nach zwei torlosen Remis gegen Marokko in der zweiten Runde per Elfmeterschießen zur Endrunde der Afrikameisterschaft, schied da aber in der Vorrunde aus. Für Afrika qualifizierten sich wieder Nigeria und Ghana.

### WM 2007 in der Volksrepublik China
Vier Jahre später fand dann die WM doch zum zweiten Mal in der Volksrepublik China statt. Für die Fußball-Afrikameisterschaft der Frauen 2006, die wieder als Qualifikation diente, konnte sich die Elfenbeinküste erneut nicht qualifizieren. Nach zweimal 1:1 gegen Benin wurde das Elfmeterschießen mit 3:4 verloren. Benin scheiterte dann in der 2. Runde an Mali. Aus Afrika qualifizierten sich wieder Nigeria und Ghana.

### WM 2011 in Deutschland
Für die WM in Deutschland qualifizierten sich die Ivorerinnen wieder nicht. Für die Fußball-Afrikameisterschaft der Frauen 2010 mussten sie in der Vorrunde der Qualifikation gegen Gabun antreten und gewannen beide Spiele (2:1 und 3:1). In der 1. Qualifikationsrunde verloren sie dann mit denselben Ergebnissen gegen Nigeria, das sich zusammen mit Äquatorialguinea dann für die WM qualifizierte.

### WM 2015 in Kanada

Startaufstellungen im 1. WM-Spiel der Elfenbeinküste

Vier Jahre später gelang dann die erstmalige WM-Qualifikation.
Für die dritte WM in Nordamerika war die Zahl der Startplätze auf 24 erhöht und den Afrikanerinnen nun drei Plätze zugestanden worden, wovon die Ivorerinnen profitierten.
Für die Afrikameisterschaft 2014 in Namibia qualifizierte sich die Elfenbeinküste zunächst mit zwei Siegen gegen Mali (4:0 und 1:0) und dann aufgrund der Auswärtstorregel gegen den letztmaligen WM-Teilnehmer Äquatorialguinea durch ein 1:1 im Heimspiel und ein 2:2 im Rückspiel. In der Gruppenphase verloren sie zunächst mit 2:4 gegen Nigeria, gewannen dann gegen Gastgeber Namibia mit 3:1 und erreichten durch ein 1:1 gegen Sambia als Gruppenzweiter das Halbfinale. Hier unterlagen sie Kamerun mit 1:2 nach Verlängerung. Kamerun war dadurch erstmals für die WM-Endrunde qualifiziert. Im Spiel um Platz 3, das erstmals für die WM-Qualifikation bedeutend war, setzte sich die Elfenbeinküste überraschend durch ein Tor in der 85. Minute gegen Südafrika durch, das 2012 sogar an den Olympischen Spielen teilgenommen hatte, und qualifizierte sich ebenfalls zum ersten Mal für die WM. Zudem qualifizierte sich Nigeria zum siebten Mal als Afrikameister.
Bei der Auslosung der Gruppen war die Elfenbeinküste nicht gesetzt und wurde der Gruppe B mit Europameister Deutschland zugelost. Zudem traf die Mannschaft auf Vize-Europameister Norwegen und Thailand, das ebenfalls zum ersten Mal teilnahm. Die Elfenbeinküste hatte noch nie zuvor gegen einen der Gruppengegner gespielt.
Im ersten Spiel gegen den Europameister kassierten sie mit dem 0:10 nicht nur die höchste Niederlage ihrer Geschichte, sondern auch die höchste Niederlage eines WM-Neulings im ersten WM-Spiel. Gegen Thailand brachte dann die kleinste Spielerin des Turniers, die nur 1,40 m große Ange N’Guessan ihre Mannschaft mit dem ersten WM-Tor der Ivorerinnen in Führung. Sie konnten diese aber nicht verteidigen und mussten noch in der ersten Halbzeit zwei Gegentore hinnehmen und in der zweiten nach einer Konfusion im eigenen Strafraum auch das dritte Gegentor. Gegen kräftemäßig nachlassende Thailänderinnen gelang ihnen in der Schlussphase mit robuster Spielweise noch der Anschlusstreffer und beinahe auch noch der Ausgleich, aber am Ende verließen sie mit 2:3 wieder als Verliererinnen den Platz. Gegen den Vize-Europameister zogen sie sich mit 1:3 dann achtbar aus der Affäre, wobei N’Guessan mit einem sehenswerten Distanzschuss ihr zweites WM-Tor gelang. Mit drei Niederlagen schieden die Ivorerinnen dann als Gruppenletzter aus. Von den Kommentatoren wurde insbesondere die Leistung der Ivorerinnen – aber auch die Ecuadors – als Indiz dafür herangezogen, dass die Aufstockung des Teilnehmerfeldes auf 24 Mannschaften zu früh kam.

### WM 2019 in Frankreich
Die Qualifikation für die dritte WM in Europa erfolgte für die afrikanischen Mannschaften über die Fußball-Afrikameisterschaft der Frauen 2018, die vom 17. November bis 1. Dezember 2018 in Ghana stattfand. Qualifizieren konnten sich die drei besten Mannschaften des Turniers für die WM. In der Qualifikation für diese Meisterschaft konnten die Ivorerinnen in der ersten Runde Marokko aufgrund der Auswärtstorregel ausschalten, wofür ihnen nach dem 1:1 in Marokko im Heimspiel ein torloses Remis reichte. In der zweiten Runde trafen sie im Juni 2018 auf Mali, das kampflos die zweite Runde erreicht hatte, da der Erstrundengegner Sierra Leone vor dem ersten Spiel zurückzog. Hatten die Ivorerinnen in der ersten Runde von der Auswärtstorregel profitiert, so scheiterten sie nun aufgrund der Auswärtstorregel, denn nach einem 2:2 im Heimspiel endete das Rückspiel in Mali torlos. Aufgrund der Nichtqualifikation zur WM-Endrunde fiel die Mannschaft in der ewigen Tabelle um fünf Plätze.

### WM 2023 in Australien und Neuseeland
Die Qualifikation für die erste WM der Frauen in der südlichen Hemisphäre erfolgt für die afrikanischen Mannschaften über den Afrika-Cup der Frauen 2022, der im Juli 2022 in Marokko stattfinden soll. In der Qualifikation trafen die Ivorerinnen auf die Nigrische Fußballnationalmannschaft der Frauen. Mit zwei Siegen (9:0 und 11:0) erreichten die Ivorerinnen die zweite Runde. Hier verloren sie aber beide Spiele gegen Nigeria (0:2 und 0:1), wodurch sie Afrika-Cup und WM verpassten.

## Spiele
Die Elfenbeinküste bestritt drei Spiele bei ihrer ersten Teilnahme und verlor alle. Da es die ersten gegen diese Mannschaften war, sind es gleichzeitig die höchsten Niederlagen gegen diese Mannschaften. Sieben Spielerinnen kamen in allen drei Spielen zum Einsatz. Die nur 1,40 m große Ange N’Guessan erzielte die meisten Tore (2).
| Alle WM-Spiele |            |          |             |                |          |                                                                                         |
| Nr.            | Datum      | Ergebnis | Gegner      | Austragungsort | Anlass   | Bemerkungen                                                                             |
| 1              | 07.06.2015 | 0:10     | Deutschland | Ottawa (CAN)   | Vorrunde | Erstes Spiel gegen Deutschland, höchste Niederlage eines WM-Neulings im ersten WM-Spiel |
| 2              | 11.06.2015 | 2:3      | Thailand    | Ottawa (CAN)   | Vorrunde | Erstes Spiel gegen Thailand                                                             |
| 3              | 15.06.2015 | 1:3      | Norwegen    | Moncton (CAN)  | Vorrunde | Erstes Spiel gegen Norwegen                                                             |

Anmerkung: Die fett gedruckte Mannschaft war zum Zeitpunkt des Spiels Meister ihrer Konföderation.

## Negativrekorde
- Die Elfenbeinküste gehört zu den 12 Mannschaften, die noch kein WM-Spiel gewonnen haben, zu den sechs Mannschaften, denen noch kein Punktgewinn gelang.
- Höchste Niederlage eines WM-Neulings im ersten WM-Spiel: 0:10 gegen Deutschland (2015)